# Partia Komuniste e Shqipërisë 8 Nëntori
Die Partia Komuniste e Shqipërisë 8 Nëntori (albanisch für „Kommunistische Partei Albaniens 8. November“; Akronym: PKN) ist eine kommunistische Partei in Albanien, die 2003 gegründet wurde. Parteivorsitzender ist Preng Çuni.
Die Kleinpartei ist nicht zu verwechseln mit der 1991 aus der Partei der Arbeit Albaniens hervorgegangenen Kommunistischen Partei Albaniens.

## Wahlergebnisse
Bei den Kommunalwahlen in Albanien 2007 konnten drei Kandidaten Sitze in den Städten Cërrik, Tunja (heute Gramsh) und Balldre erlangen.
Zwischen 2013 und 2017 unterstützte die Partei die Koalition Allianz für ein Europäisches Albanien des Parteivorsitzenden der Partia Socialiste e Shqipërisë, Edi Rama.
Bei der Parlamentswahl im Juni 2013 erreichte die Partei mit 1.352 Stimmen (0,08 %) keinen Parlamentssitz.